# Micraeschus solitaria
Micraeschus solitaria là một loài bướm đêm trong họ Noctuidae.